# グッチオ・グッチ

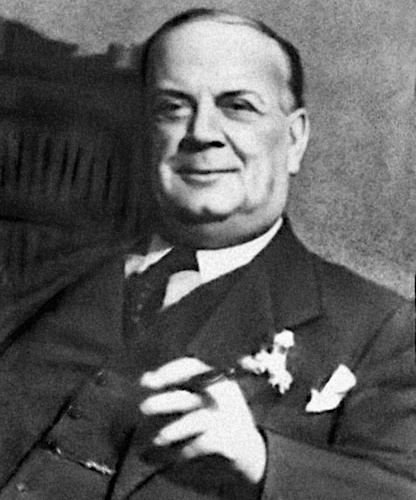
1940年のグッチオ・グッチ

グッチオ・グッチ（Guccio Gucci、1881年3月26日 - 1953年1月2日）は、ファッションブランド「グッチ」の事業をフィレンツェで創業したイタリアの起業家。フィレンツェに生まれ、ミラノで没した。

## 生涯
1881年、グッチオ・グッチはフィレンツェで、麦藁帽子の製造を行う「ガブリエロ」という零細帽子製造会社を経営するガブリエロ・グッチの息子として生まれた。グッチオはロンドンで一旗揚げようと決心し、蒸気船の機関助手として働きながら、1898年にロンドンに辿りついた。ロンドンでは最下級の労働者としてではあったが、最高級ホテルのサヴォイ・ホテルに職を得た。
グッチオはサボイ・ホテルの皿洗いから1階のウェイターに出世する。低賃金ではあったが、王侯貴族御用達ホテルであったのでチップには不自由しなかった。また、王侯貴族の立ち居振る舞いを間近で見ることで、持ち物や物の考え方などを学んだ。さらにグッチオが学んだことは「原価は何も意味を持たない。むしろ商品の値段が高ければ高いほどそれを所有することの価値も高くなる」ということである。この経験は後のブランドビジネスに大いに活かされることとなる。多くのことを学び、グッチオは1901年に生まれ故郷のフィレンツェへ帰った。
帰国後はいくつかの商店で働き、第一次世界大戦の始まりとともに徴兵される。大戦後の1919年にフィレンツェへ戻り、高級レザーグッズの店である「フランツィ」に職を得て皮革の扱い方を習得する。1921年に皮革製品を扱う会社を設立。41歳の1922年にフィレンツェのパリネオ通りに自分の店を開き、1923年に「GUCCI」の店名を掲げる。グッチが主に扱ったのはイギリスから輸入した鞄とその修理である。この鞄の修理によって、壊れやすい箇所や、そこをどう作ればよいかなどの旅行鞄の作り方を研究することができ、使いやすく丈夫な鞄を作る術を学ぶことができた。そしてイギリスから持ち込んだ感性を反映した独自の皮革製品を、選りすぐりのトスカーナの職人たちの手で作り出していった。
ほどなくして、グッチのブランドは、乗馬の世界にモチーフを求めた鞄、トランク、手袋、靴、ベルトなどのコレクションが、洗練された顧客の注目を国内外から集めるようになった。乗馬の世界から、クリップやスティラップ（あぶみ）のモチーフが持ち込まれてモード店としての象徴となり、そのデザインはいよいよ革新的なものになっていった。1940年代には、第二次世界大戦下の閉鎖経済政策による物資の不足に直面しながらも、グッチは他に例を見ないほどの創造性を発揮し精力的に活動した。把手に竹を用いた鞄「バンブー」は、この時期に誕生し、グッチを象徴する様々な商品の先駆けとなった。今でもこのバッグは、セレブリティの女性たちに強く支持されている。
1950年代には、馬具の腹帯にヒントを得た緑＝赤＝緑のリボンが新たに登場し、ブランドを象徴するものとして新たに親しまれるようになった。ミラノやニューヨークにもブティックを出店するようになると、グッチのブランドはエレガンスと洗練を象徴する存在となっていった。
グッチオ・グッチは、1953年の夏に72年の生涯を閉じる。その後は、息子たちアルド (Aldo)、バスコ (Vasco)、ロドルフォ (Rodolfo)、養子ウーゴ (Ugo) が父の事業を引き継ぎ、成長させていった。

## 逸話
グッチオには非常に多くの逸話が残されているが、そのひとつに、イタリア訪問中のエリザベス2世が店を訪問した時、女王付の侍従が彼に「何か陛下にプレゼントを」と進言したので、鞄を女王に進呈したが、女王一行が去った後、報道陣がまだいるにもかかわらず「金も払わん乞食はもう来るな」と発言した、というものがある。
このようにエキセントリックな言動が目立つが、職人からは信頼されていたし、彼も職人を愛していた。その証拠にグッチには他の高級ブランドとは異なり、材料費さえ払えば職人が妻や娘、恋人に鞄を作ってもよい、という日があった（現在は消滅している）。これは、同社の製品が職人の家族にとってなかなか手の届きにくいものであったことから、グッチオが自発的に考え付いた職人の家族へのサービスである。